# Festival de Atenas y Epidauro
El Festival de Atenas y Epidauro (en griego: Φεστιβάλ Αθηνών Επιδαύρου) es una evolución del Festival de Atenas, que comenzó en 1955, a raíz de las gestiones del entonces Ministro de la Presidencia, Geórgios Rállis (gobierno de Aléxandros Papagos). Se celebra cada año en Atenas y Epidauro, en el Peloponeso, principalmente en el Odeón de Herodes Ático, el Teatro de Epidauro, el Teatro de Paleá Epídavros y el Complejo Industrial del Pireós 260. Sus eventos incluyen representaciones teatrales, conciertos, producciones de comedias y tragedias antiguas, exposiciones de arte, etc. Tiene un marcado carácter internacional y suele celebrarse durante los meses de verano, hasta principios de septiembre. El Festival es una importante institución, ya que contribuye a promover la cultura griega y, a través de su extroversión, potencia la relación dialéctica en la creación artística.

## Hellenic Festival S.A.
En la actualidad, la responsabilidad de su organización recae en el «Hellenic Festival» S.A., cuyo accionista es el Estado griego. Su objetivo es la organización de eventos musicales, teatrales y otros eventos artísticos, la edición y distribución de folletos, libros y otras publicaciones, así como medios audiovisuales sobre temas relacionados con la promoción de sus eventos. Está regida por un consejo de administración de siete miembros, cuyo mandato es de tres años. Sus recursos proceden de una subvención del presupuesto ordinario del Estado, un porcentaje de los ingresos de los casinos de Parnitha y Corfú, patrocinios e ingresos por espectáculos y la concesión de sus locales.
Debido a la pandemia mundial del coronavirus en 2020, el Festival de Atenas y Epidauro ha adoptado medidas especiales para garantizar la salud de espectadores, artistas y empleados.

### Eventos-Espacios
Hasta 2005, el Hellenic Festival utilizaba como lugares de representación el Odeón de Herodes Ático, los antiguos teatros de Epidauro (Teatro Asclepio y Teatro de la Ciudad Vieja) y el Teatro del Licabeto. Desde el verano de 2006, gracias a una concesión del Banco Nacional de Grecia, se creó un nuevo teatro y las instalaciones correspondientes en los locales de la antigua fábrica Tsaousoglou, en el número 260 de la calle Pireós. Al mismo tiempo, se estrenaron otros recintos de la Gran Atenas, como la «Escuela de Atenas» de Irene Papas, el Museo Benaki, el Gimnasio Olímpico de Faliro y otros.
Además de crear nuevas sedes para sus representaciones, la compañía pretende ampliar el público que asiste a ellas, promover el trabajo de jóvenes artistas, presentar mediante la invitación y la cooperación con interesantes grupos artísticos las tendencias contemporáneas en danza, música y teatro. Se esfuerza por coordinar su ritmo con importantes festivales europeos similares.

## Historia
Como parte de la política cultural y turística del Gobierno de Papágos (1955), el entonces Ministro de la Presidencia y más tarde Primer Ministro, Geórgios Rállis, se comprometió a organizar una serie de eventos, invitando a Grecia a importantes personalidades del Arte. La idea de Geórgios Rállis, en su concepción original, era organizar un festival en el Odeón de Herodes Ático, como se había establecido desde 1936 la «Semana del Drama Antiguo» (en griego: Εβδομάς Αρχαίου Δράματος, pero con una orientación musical. Su primer director artístico fue el secundado Dínos Giannópoulos, director de la Ópera Metropolitana de Nueva York, que organizó el festival con total libertad.
En el primero, de cuarenta días de duración, destacaron las actuaciones de Alexis Minotís - Katina Paxinou en Epidauro y el concierto de la Orquesta Filarmónica de Nueva York bajo la dirección de Dimitri Mitrópoulos en el Odeón de Herodes Ático. A partir de febrero de 1956, Konstantínos Tsátsos se convirtió en ministro de la Presidencia del Gobierno y asoció su nombre al Festival hasta las elecciones de 1961.
«El Festival de Atenas, que se inaugura hoy con los más brillantes augurios y que ha despertado el más vivo interés del público griego e internacional, es el mayor esfuerzo artístico y turístico que jamás se haya notado en nuestro país», declaró su iniciador Geórgios Rállis el día de la inauguración del Festival (24.8.1955).

### Momentos importantes
- Presentación por primera vez de extractos de las «36 danzas griegas» (en griego: 36 ελληνικοί χοροί) de N. Skalkottas bajo la dirección de Dimítris Mitrópoulos. (1955)

- La representación de Las aves de Aristófanes por Károlos Koun (Teatro del Arte - 1959) con música de Mános Hatzidákis, que finalmente fue retirada. La aparición de un sacerdote con gorro de media de cura ortodoxo en una escena de sacrificio fue la escena que desató la indignación de parte del público.[16] Mários Plorítis, del entonces periódico de oposición Ta Néa, propuso la retirada de la escena, mientras que Konstantínos Tsátsos, el ministro de la Presidencia que decidió no repetir la representación, ha sido caricaturizado desde entonces por Fokíon Dimitriádis, acompañado de un pollo. Sin embargo, se ha argumentado, incluso por allegados de Koun, que la decisión de Tsátsos no se debió a la aparición del sacerdote, sino al hecho de que la representación estaba incompleta (vestuario y decorados incompletos, el coro no preparado para cantar).[17] Y por ello, para evitar que los responsables del festival fueran excomulgados, Tsátsos optó por no repetir la representación so pretexto de ofender los sentimientos religiosos. Lo confirma el hecho de que al año siguiente,[18] en el que aparentemente se habían hecho mejores preparativos, la representación se repitió en el mismo contexto, y fue aclamada por la prensa internacional y premiada.[17]

- Representación por Maria Callas de Norma (1960), de Vincenzo Bellini, y Medea (1961), de Luigi Cherubini, en Epidauro.[19] Los honorarios de Maria Callas se donaron para crear las becas del mismo nombre. Durante su primera aparición en el Festival (1957), fue acusada de hacer demandas excesivas como parte de las tácticas políticas de la entonces oposición, pero también recibió comentarios inapropiados sobre su vida personal por parte de columnistas de los periódicos Ta Néa y To Víma.[20]

- Giselle con Rudolf Nureyev y su compañera Margot Fontaine (1963)

- Representación de Electra de Sófocles por el Teatro Nacional, dirigida por el que más tarde sería fundador del «Amfi-Teatro» y académico, Spýros A. Evangelátos. Se considera que esta representación revitalizó tanto la tradición del Teatro Nacional como la institución del Festival. En la misma representación colaboraron por primera vez Geórgios Pátsas (escenografía) y Kóstas Georgoussópoulos (traducción) (1972)[21]

- Orestíada de Esquilo, dirigida por Peter Hall, con el Teatro Nacional de Inglaterra, que fue la primera vez que un director extranjero presentaba un espectáculo en Epidauro (1982).[22]

## Dirección artística
- Giórgos Loúkos (2006-2016)
- Jan Fabre (2016)
- Vangélis Theodorópoulos (2016-2019)
- Katerína Evangelátou (2019-)